# Эризифе дубовая
Эризифе дубовая (лат. Erysiphe alphitoides) — вид грибов класса Леоциомицеты.
Является возбудителем мучнистой росы дуба.

## Синонимы[2]
- Microsphaera alphitoides Griffon et Maubl., 1912
- Erysiphe quercina Schwein., 1832
- Microsphaera quercina (Schwein.) Griffiths, 1899
- Erysiphe quercus Mérat, 1843
- Phyllactinia quercus Mérat Homma, 1937
- Oidium quercinum Thüm., 1878
- Oidium alphitoides Griffon et Maubl., 1910
- Microsphaera alphitoides var. chenii  U. Braun, 1982
- Erysiphe alphitoides var. chenii  (U. Braun) U. Braun et S. Takam., 2000

## Открытие и таксономия
Первые сообщения об этом заболевании были сделаны в Париже и других регионах Франции, а также в Испании, Люксембурге и Нидерландах в 1907 году. К 1908 году болезнь распространилась на многие другие европейские страны, превратившись в эпидемию. К 1909 году он добрался до России и Турции, затем в 1912 году до Бразилии и вскоре после этого был распространён по всему миру.
Внезапная вспышка болезни озадачила микологов, поскольку они не были уверены в происхождении возбудителя. Его анаморфу было легко отличить от Phyllactinia guttata, которая, как сообщалось ранее, вызывала мучнистую росу на дубах в Европе небольшой интенсивности. Однако он имел морфологическое сходство с Oidium quercinum, Calocladia penicillata и Microsphaera penicillata, которые, как сообщалось ранее, вызывали мучнистую росу на дубах в Европе. В то же время внезапное появление и высокая частота заболевания сделали маловероятным, что оно было вызвано каким-либо из этих видов, и вместо этого некоторые авторы выдвинули гипотезу, что оно было вызвано интродукцией нового вида из-за пределов Европы. О мучнистой росе уже сообщалось из Северной Америки, поэтому считалось, что новая болезнь могла быть завезена с американских дубов в Европу. Однако отсутствие заболевания на американских красных дубах, произрастающих во Франции, делало это маловероятным. Через четыре года после первоначальной вспышки на юго-востоке Франции был обнаружен телеоморф, который был идентифицирован как американский вид Microsphaera quercina (в настоящее время включён в Microsphaera penicillata). Детальное морфологическое исследование, проведённое в 1912 году, показало, что этот вид отличается от всех ранее описанных видов, и было предложено название Microsphaera alphitoides, ссылаясь на мучнистый вид обильных белых спороношений. Эта идентификация оставалась спорной вплоть до 1940-х годов. Происхождение болезни всё ещё оставалось неясным, однако в 1927 году было предположено, что болезнь могла быть вызвана грибком, обнаруженным в 1877 году в Португалии и завезённым из португальских колоний. В 1980 году было продемонстрировано, что один и тот же вид ответственен за мучнистую росу на Quercus robur и на разновидности манго из Новой Зеландии.
Исследование рибосомной ДНК из 33 образцов мучнистой росы дуба из Европы показало, что Erysiphe alphitoides содержит последовательности, идентичные Oidium mangiferae, основной болезни манго в нескольких тропических регионах, и Oidium heveae, экономически важному патогену гевеи бразильской. Erysiphe alphitoides, вероятно, произошла из тропиков и расширила свой ареал до дуба после того, как была завезена в Европу. Это подтверждает гипотезу, что гриб сменил хозяина.

## Описание
Мицелий белый, мучнистый, преимущественно на верхней стороне листьев. Конидии от цилиндрических до удлинённо-элипсоидальных. Клейстотеции многочисленные, разбросанные или в небольших группах, полушаровидные, сперва бледно-жёлтые, позднее тёмно-коричневые, 105—135 мкм в диаметре. Придатки экваториальные в количестве 7—25 (до 40), чаще 10—18, по длине равны диаметру клейстотеция или несколько короче, 3—5-кратно дихотомически ветвящиеся на вершине. Конечные веточки более или менее изогнутые. Сумок 5—20, размером 53—82 × 32—57 мкм. В сумках 6—8 спор. Споры эллипсоидные, 18—32 × 9—18 мкм.
Заражаются преимущественно молодые ткани, поэтому болезнь особенно сильно развивается на поросли, часто приводя к засыханию побегов.
Анаморфа типа Pseudoidium.

## Среда обитания и распространение
Паразитирует на видах семейства Fagaceae.
Вид распространён в Европе, Азии, Африке, Северной и Южной Америке, Австралии и Океании.

## Способы борьбы с возбудителем
В питомниках и молодых культурах дуба возможно применение химических мер борьбы с возбудителем, используя препараты серы.